# Stary Ciepielów
Stary Ciepielów – wieś sołecka w Polsce położona w województwie mazowieckim, w powiecie lipskim, w gminie Ciepielów.
| SIMC    | Nazwa | Rodzaj    |
| ------- | ----- | --------- |
| 0617829 | Górki | część wsi |

6 grudnia 1942 niemiecka żandarmeria zamordowała w Starym Ciepielowie 21 Polaków z rodzin Kowalskich, Kosiorów i Obuchiewiczów podejrzewanych o ukrywanie Żydów. Zginęło także dwóch żydowskich uciekinierów. Zbrodni dokonali Arno Fichtner, Martin Fröde, Rudolf Neubauer, Gustaw Eichler, Jakob Hofmann, Karl Biagi, Paul Vogel i Max Fiehl z I zmotoryzowanego batalionu żandarmerii niemieckiej.
W latach 1975–1998 miejscowość administracyjnie należała do województwa radomskiego.
Wierni kościoła rzymskokatolickiego należą do parafii Podwyższenia Krzyża Świętego w Ciepielowie.

## Zabytki
Park, XVIII, nr rej.: 742 z 20.12.1957 r.